# Liste von Hochwassern im Sudan
Dies ist eine Liste bekannter Hochwasserereignisse im afrikanischen Staat Sudan.
| Jahr | Todesopfer | Verletzte | Obdachlose | zerstörte Gebäude |
| ---- | ---------- | --------- | ---------- | ----------------- |
| 1988 | 58         | ?         | 750.000    | 127.000           |
| 1996 | 102        | 46        | 8.000      | ?                 |
| 2007 | 122        | 335       | 200.000    | 30.000            |
| 2013 | 45         | 70        | 100.000    | 25.000            |
| 2018 | 43         | 60        | 50.000     | 19.640            |
| 2020 | 155        | 46        | 875.000    | 175.000           |
| 2022 | 134        | 115       | ?          | 16.900            |